# Terpensmole
Terpensmole – wiatrak w miejscowości IJlst, w gminie Súdwest-Fryslân, w prowincji Fryzja, w Holandii. Młyn wzniesiono w 1982 r., a w miejsce, na którym stoi obecnie przeniesiono go w roku 2011. Posiada on jedno piętro. Jego śmigła mają rozpiętość 12,00 m. Wiatrak służył głównie do pompowania wody za pomocą śruby Archimedesa.